# 手相

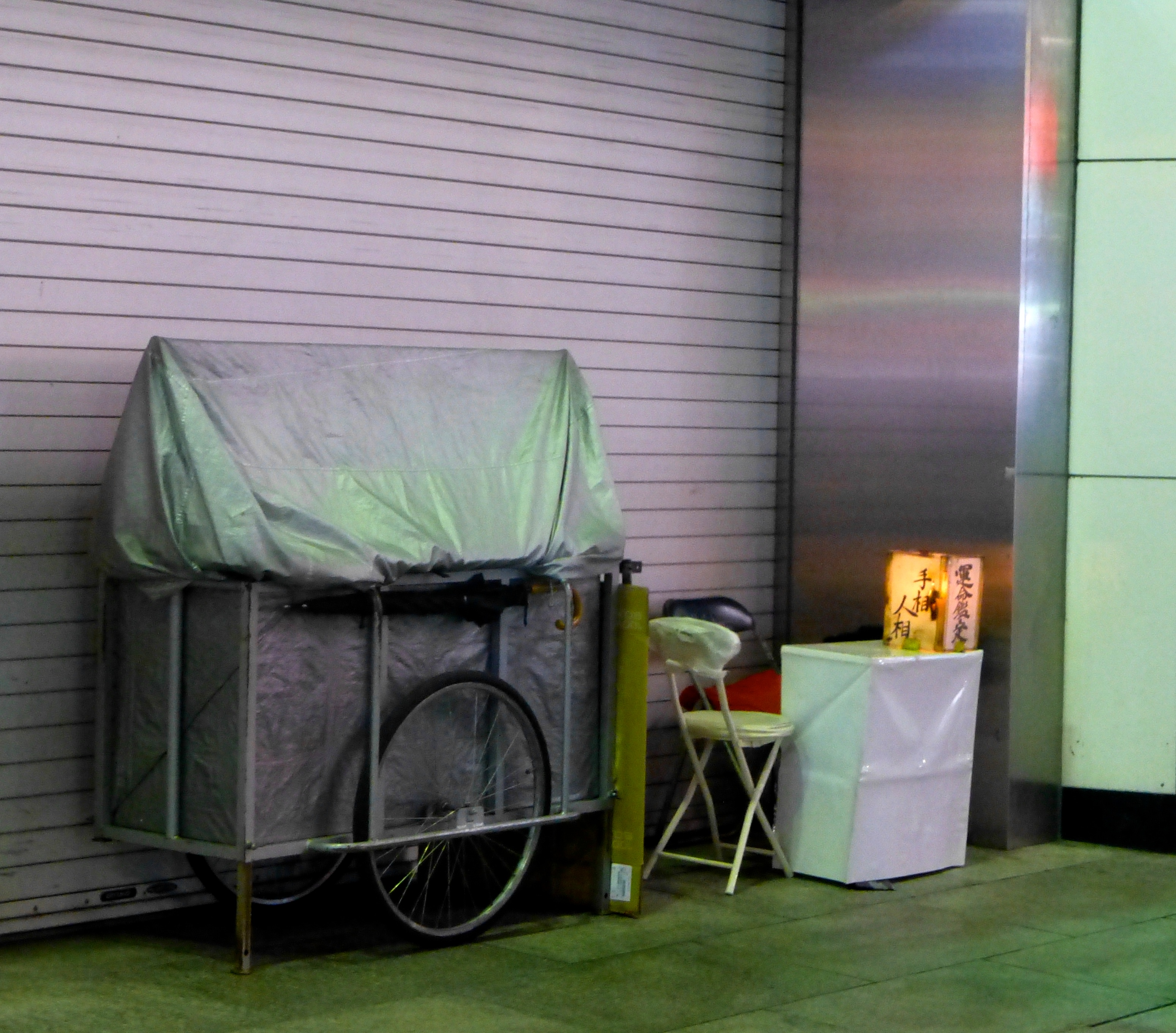
日本の手相

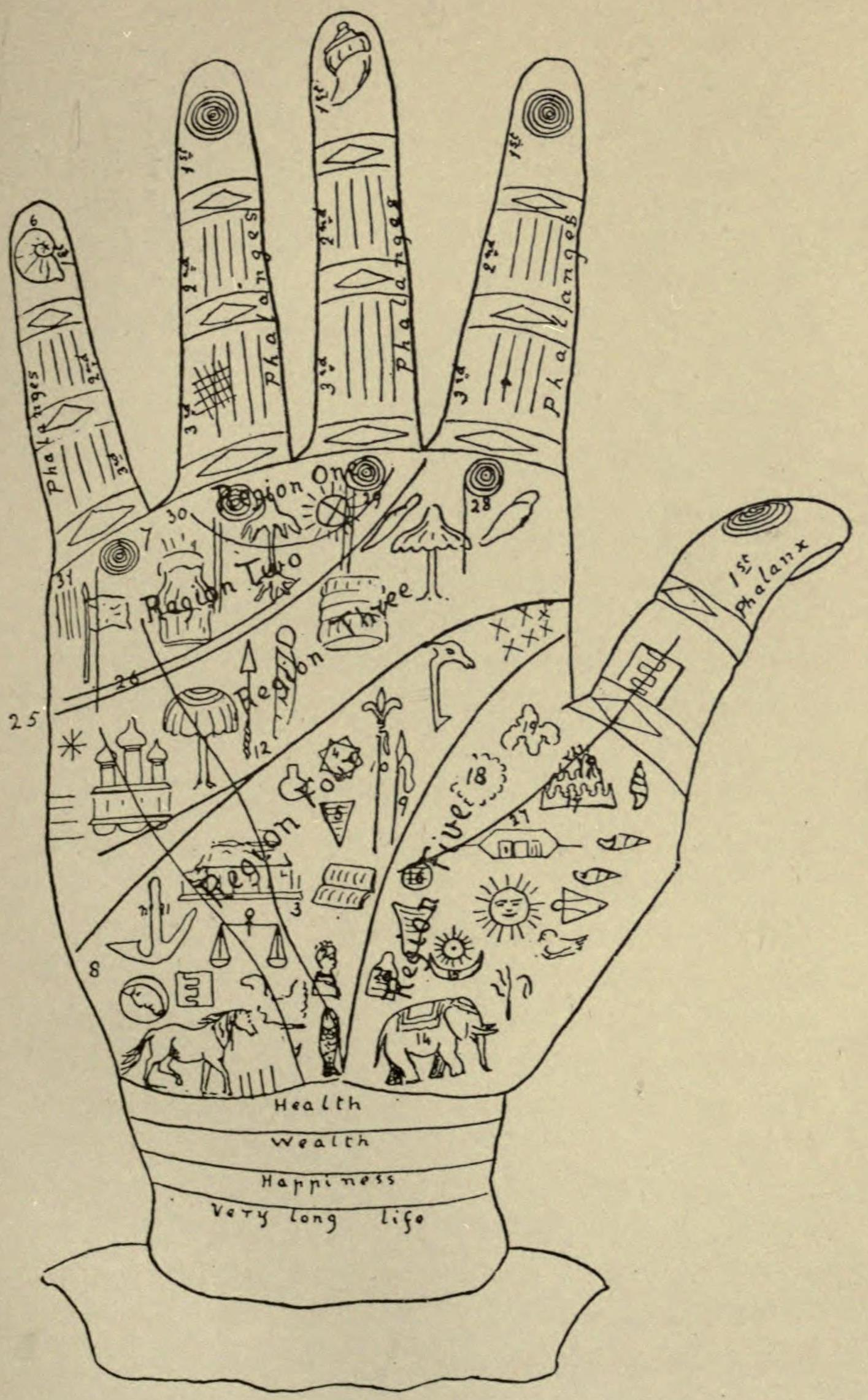
インドの手相本の画（1895年）

手相（てそう）は、手の平に現れる線(掌線)や肉付きをはじめとする手の形態に着目して、その人の性格や才能資質、健康状態、運勢の良否を判断する占い。また相（外見的な特徴）に意味付けを行うことで体系付けられたもののうち、手に関する相を扱う言説。

## 略史
手相は古代インドが源流の古い占いである。仏教とともに手相占いがインドから中国に伝わり東洋の易学を取り入れて発達したものが日本に伝わった。西洋手相術、東洋手相術、各流派がある。
また、古代インドから中東アジアや、ヨーロッパにも伝わったが、手相や他の占いがカトリックの教えに反するという理由で弾圧を受けたため、ヨーロッパに普及したのは19世紀頃の近代になってからである。

## 概要
手相は、掌に刻まれた皺に現れる線や各部の肉付きの具合等を観察し、ある形質が認められれば、それがその人の性格等に関する情報を示していると解釈するものである。科学的な合理性を具えるものではないが、しばしば何らかの助言を求めたいと考えている迷える人々に示唆を与えたり、あるいは何らかの着想の元になったりもしている。
手は人体の器官のうちでもその人の在り様を示す象徴的なものとして扱われることも多く、たとえば『イワンのばか』でイワンの妹が手から相手の人物像を読み取ったように、手の様相からその人の人となりに関する情報が得られると考える者は多い。これを更に押し進めて、着目する形質とその意味づけを体系化したのが手相術である。ただし手に見られる個々の形質に対してその解釈・意味づけがどのような経緯で得られたものかについて論じた文献はみられず、実際に手相と当人の気性、運勢の観察によるものか、神秘主義的な価値観に基づくものかはあまり区別されていない。
手相を構成する要素の多くは数日というような短期間で変化するものではなく、また掌線の現れ方をその人の生涯での状況変化に対応させて解釈するものがあるため、手相を使った占いは数年、数十年といった長期的時間単位の視点に立つものが多い。その結果占いの内容には人生に関わる事柄（寿命や健康、進路や職業・結婚など）やその人の生まれ持った気質への言及が多い。逆に手相に関して、例えば「今日の運勢」のような短期的視野に立つものはほとんど見られない。韓国などで手相整形外科手術を行う美容外科があるが、手相整形をして運勢を変える事は自然な手の動きで作られた手相でないので運勢が良くならないとする占い師がいる。

### 主な観察項目

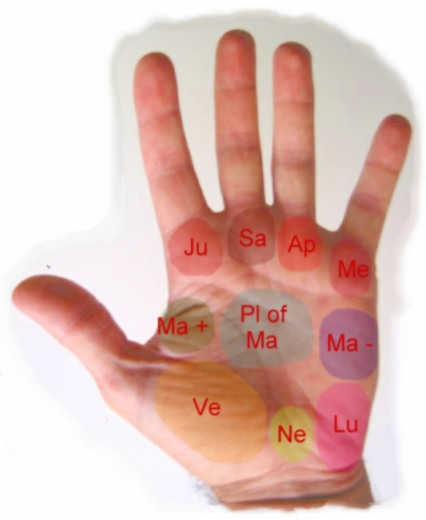
Ju: 木星丘 - Sa: 土星丘 - Ap: 太陽丘 - Me: 水星丘 - Ma+: 第一火星丘 - Pl of Ma: 火星平原 - Ma-: 第二火星丘 - Ve: 金星丘 - Ne: 地丘 - Lu: 月丘

手相で着目する形質には次のようなものがある。
- 掌線
掌には手の動きに合わせて皺が刻まれるが、骨格や筋肉、手の使い方によってその位置は大よそ一定した位置に現れる。この皺の跡には掌を広げても皮膚上に線が現れているのが確認でき、これを掌線という。掌線の現れ方は、各個人では手の動かし方によりほぼ一定しており、個人間でも掌全体のうちどの部分に線が現れるかは大よその傾向がある。しかし同じ部分に現れる線でもその形態には個人差があり、手相術ではその差異に着目していくつかのパターン分けをして、それぞれに対して意味づけを行っている。
- 丘
丘とは掌の盛り上がっている部分で、手相術ではいくつかの部分をそれぞれエリア分けして、その部分の肉付きによる盛り上がり方に意味づけを与えている。各指の付け根部分、掌の小指側の辺縁部が該当する。
- 手の形
- 指の形
手の形、指の形は、角張った印象、丸まった印象、肉付きの厚い、薄い等に着目する。
- 指の長さ
具体的な長さの数字そのものよりも、手全体に対する長さの比率、各指の長さの比率に着目する。
- 爪の形
- 色合い
- 曲がりやすさ

手相術で着目する形質やその解釈・意味づけは流派や書籍・文献ごとに異なることもあり、必ずしも一定していない。

### 右手と左手
- 男性は左手重視で、女性は右手重視の流派がある。
- 左手は、出生時間や遺伝や先祖や親から受けた影響など先天性の運勢・無意識・過去の運勢とされていて、右手は自分で努力して変更できる後天性の運勢・意識している思考・物質的な発展・未来の運勢とされている[4]。恋愛は左手が相手の思いを表す。
- 右手は左脳であり、左手は右脳と繋がっているとする手相占いの研究がある。また本人が右利きか左利きかで、先天性の状態と後天性の状態が逆の結果に変わるとされる流派がある。恋愛は右手が自分の思いを表す。

### 観相と書籍・文献
手相に関する書籍は数多く出版されている。言及している事項の多寡やその内容の深さは様々であるが、平易なものでは注目する手の特徴を個別に取り上げ、それぞれ図示して、当てはめやすいよう直截的な解釈を述べているものもある。これを用いれば特殊な才能を持たない一般人にも比較的容易に観相を行うことが出来るため、大衆にも親しまれている。
手相は専門的には、それら手のしわや膨らみ具合など複数の特徴から総合的に結論付ける部分もあるため、全体的に見るには総合的な知識を必要とする。その場合においては、掌と手の甲、指の具合、主要とみなされる線の全体的な印象から入って、更にその細部を観察することで行われる。
いわゆる「辻手相占い」のように専門化されサービス業態として成立する分野でも、手相を占いの手段とする者もいる。これらでは占いの手法としてなのか、それとも一種の理知的な人生相談の会話の糸口に手相を口実としているのかは一概には言えないが、繁華街でもしばしば店を出す流しの手相見がみられる。

## 掌線

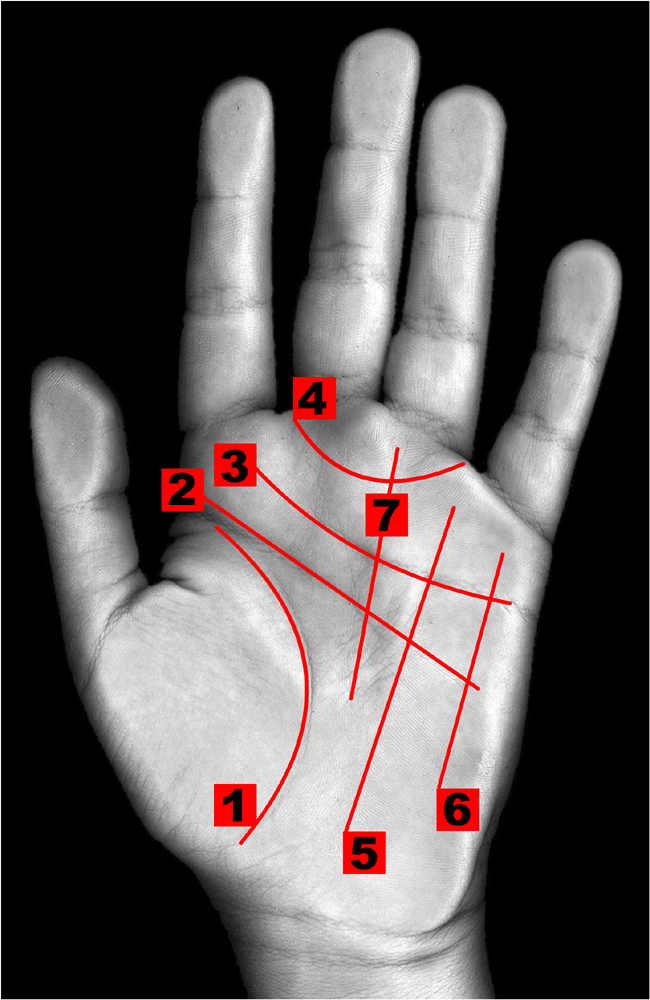

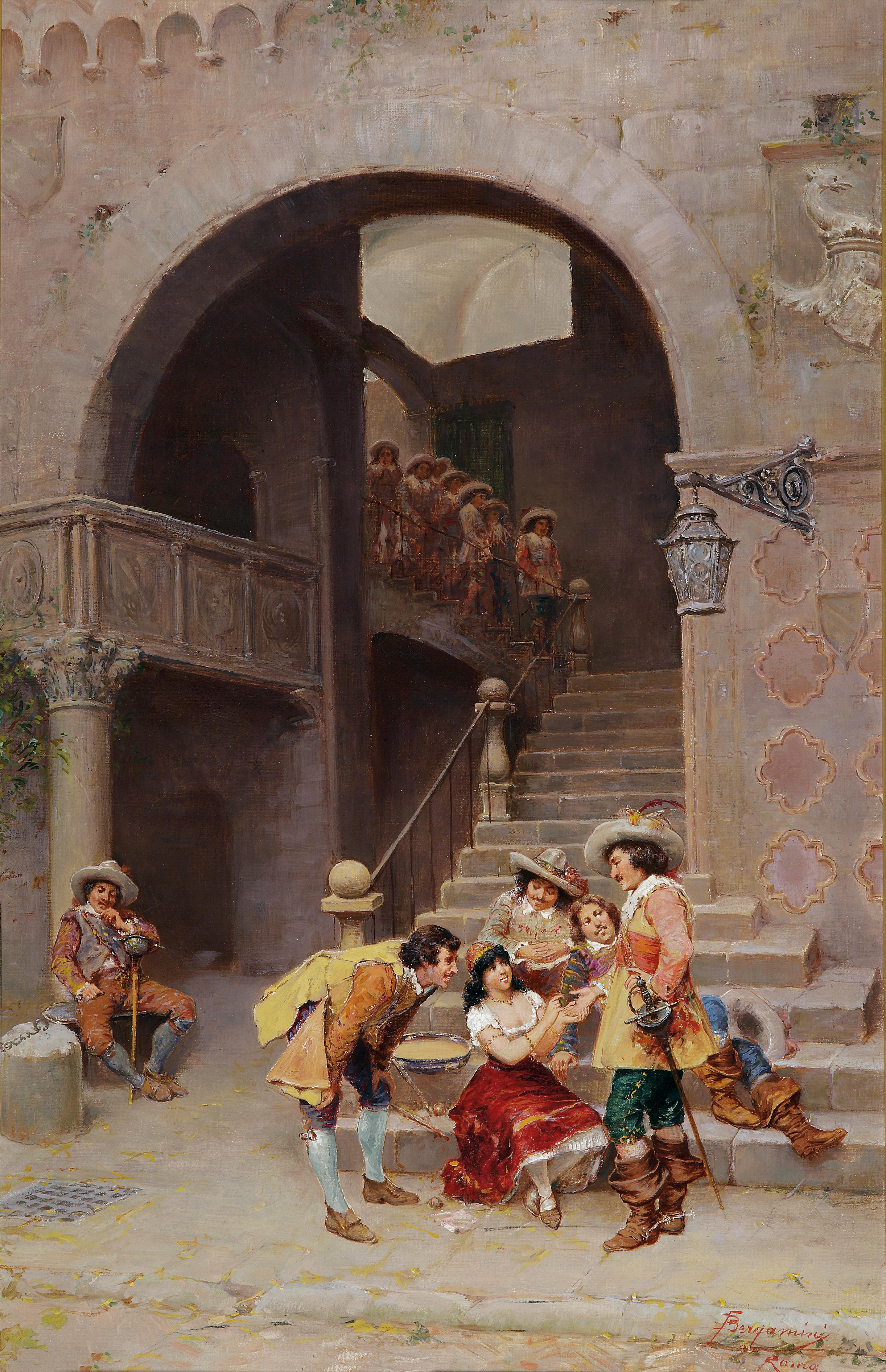
1900年以前のフランス

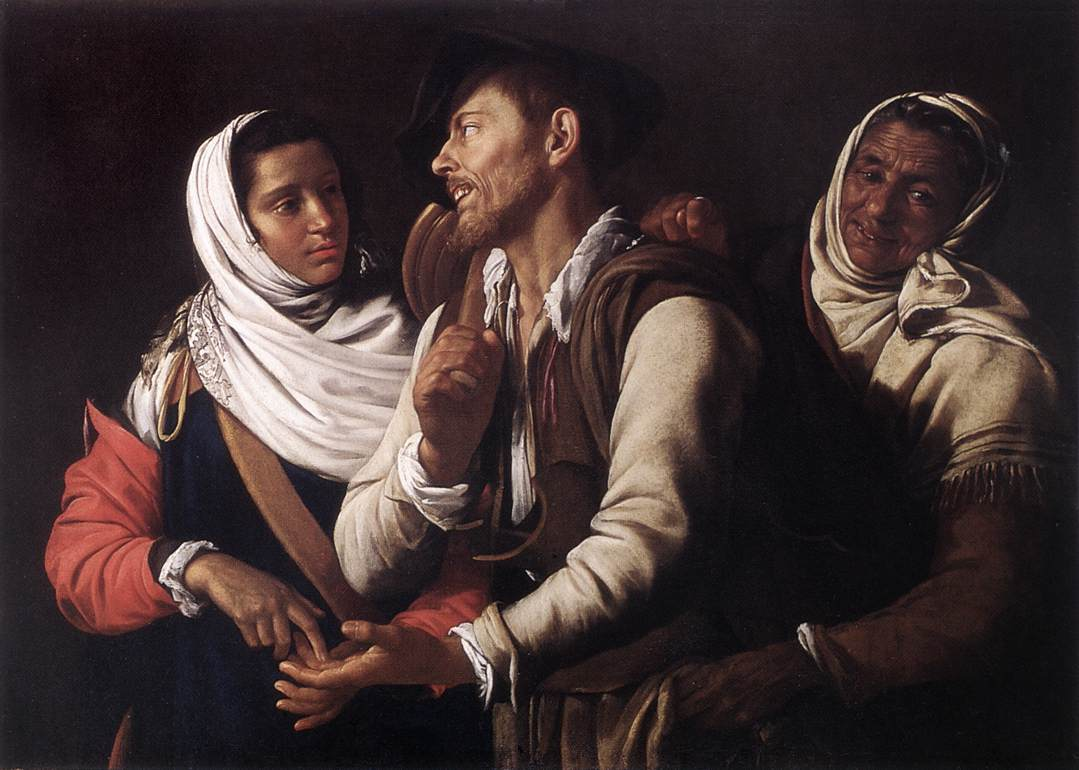
手相鑑定（イタリア・1617年頃）

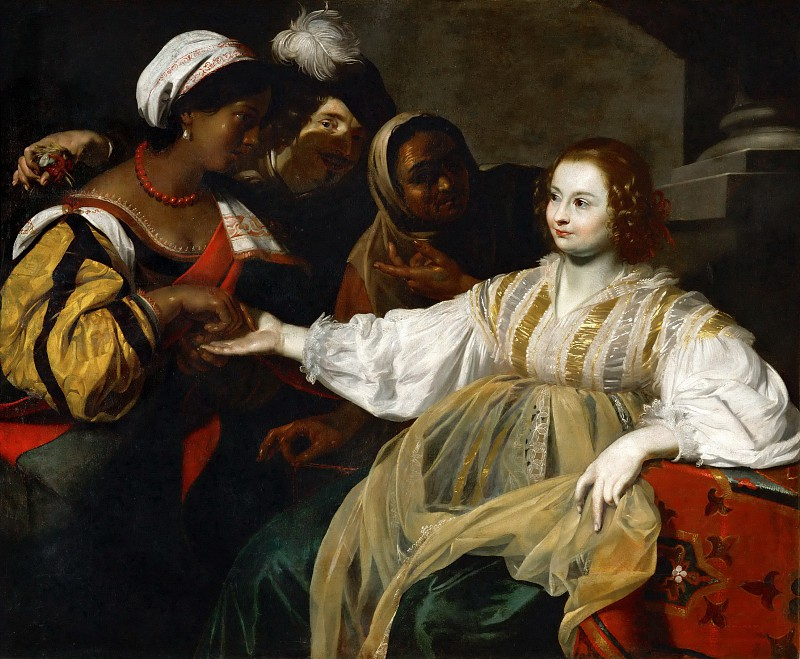
手相鑑定（イタリア・1625年頃）

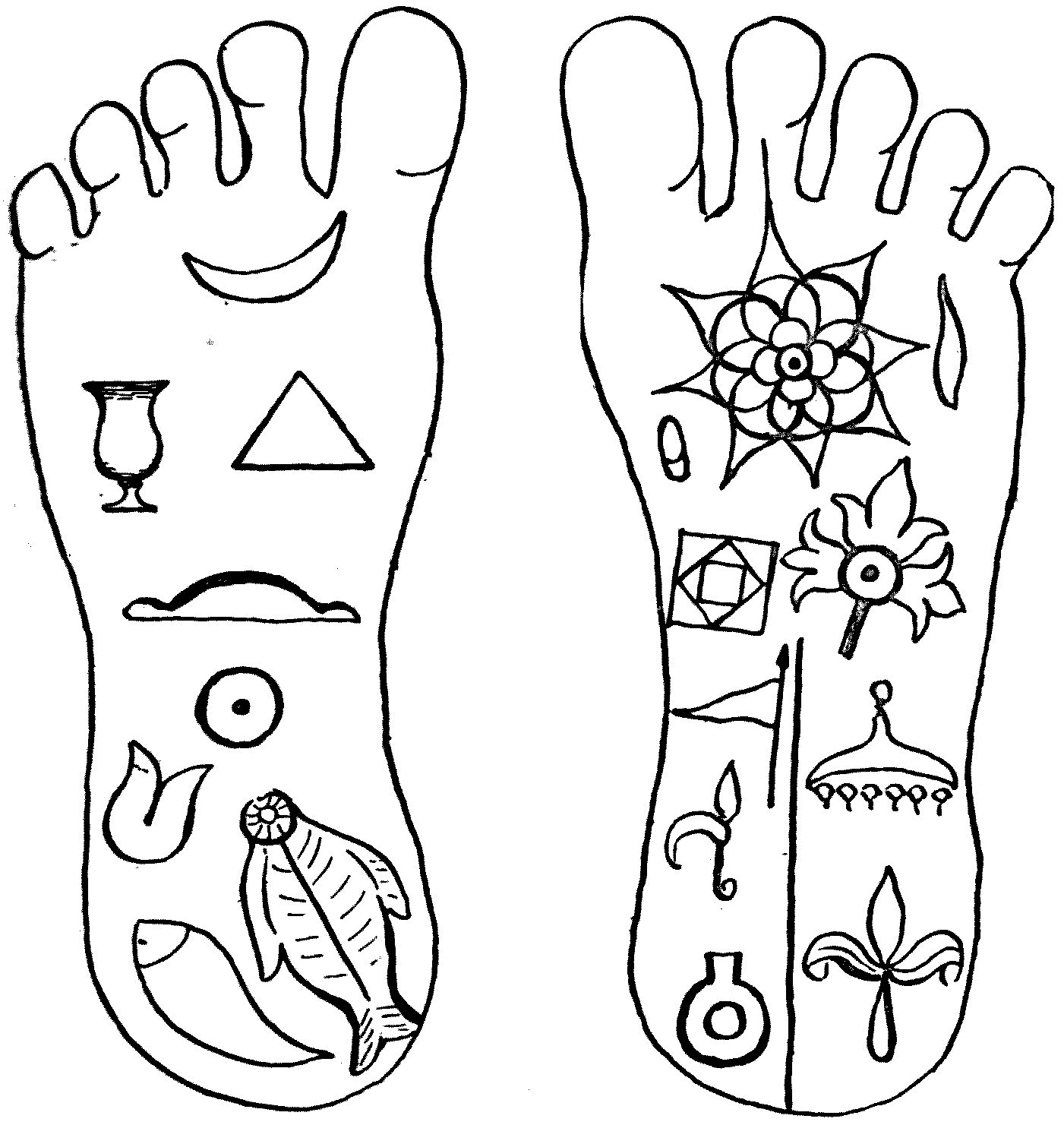
インドの手相本に描かれた足の画

ここでは手相術で取り上げられている掌線の分類と、その解釈例を紹介する。ただし概説でも述べた通り、分類、解釈ともに本解説が唯一ではなく、異説も存在することに注意が必要である。
生命線
人差指の付け根の親指側の辺縁から発し、親指の付け根の金星丘を取り囲むように手首の方向へ弧を描いて刻まれる線。手相三大線の一つ。主に体力・生命力を表す線。この線の長短、線の濃薄によって、その人の持つ生命力の強弱を推測することができる。生命線が短いからといって短命の相とは限らない。事故死や病死等を除外した最大寿命は遺伝子によって定まり、生命線他の手相も遺伝子によって定まるが、生命線の遺伝子と最大寿命の遺伝子の相関性は現在肯定も否定もされていない。
生命線に現れる異常は健康上の異常(病気・怪我等)、生活環境の変化をも表す。
異常の生じている箇所を流年法にて判断し、怪我や病気の生じる時期を推測する事ができる。
知能線
手のひらの中央に刻まれる線。手相三大線の一つ。別名"頭脳線"。眼が良い人の視覚や視力関係の頭の良さや才能や資質の傾向を表す線。末端が上に向くほど現実的性質の持ち主であることを表し、下に向かうほど精神的傾向であることを表す。生命線が短くても知能線が良好な場合自制心が効くため、長生きの相となる。
知能線から生じた分岐線は“才能の開花”を表す吉相。
分岐線が生じた地点を知能線の流年法で見て、才能が開花する時期を推測する。
また、知能線に生じた異常は頭部に関わる異常(脳卒中・知能発達の遅れ・頭部の怪我等)を表す事がある。
感情線
性格や感情の傾向を表す線。感情線から生じる上向きの支線は明るい性格を表し、下向きの支線は悲恋などで受けた悲しみを表すという。性格、特に恋愛や結婚に強い影響がある。長いと愛を求める理想家。短いとクールだが、ただ愛情表現が苦手な人も。少しは島があったりして乱れた方が、人間らしさが出る。
運命線
男性は主に仕事上の運勢を表し、女性は仕事や家庭運を表す線。生じる場所や向かう方向によって様々な意味がある。太陽線を伴って初めて成功を表す相となる。手相は仕事運を占うのに適するが、それは運命線を見ることで運勢の動向が一目でわかる為。運命線は手相の各線の中でも最もその年代が分かりやすい線のため、運勢上に生じるトラブルや災難の時期を見ることも容易(下記の流年法を参照)。運命線は変わりにくい線だが、末端が変化したり途中から新たな支線が生じることがある。また、生命線上から生じる「努力線」と呼ばれるタイプの運命線は、その人の努力次第で末端が伸び、線自体も太くなっていく。
水星線・太陽線と合わせて観ることで、仕事運と金運を観る。
運命線の本数により、生涯で経験する職業の数も分かる。流年法で同じ年齢の箇所に複数あれば、副業を持つ。手相においては主婦も職業。主婦の他に職業があれば二職。運命線が強い方が努力家が多い。ただし水星線・太陽線が弱いと、働いても楽にならない。
運命線の無い人も多いが、子供と専業主婦に多い。子供は人生経験が浅い為。専業主婦は出世する事は滅多に無く、人生の目標を見出せなくなる人が非常に多い。ただし、家事・育児などの人を支える事が得意。その為、どうしても自分の将来を犠牲にする事が多い。それでも、ありふれた日常で満足している人も多い。どちらなのか、素人には判断が難しい。不況の世相では、かなり不利になってしまった。予見していれば、変える事はできる。
太陽線
成功運を表す線。たとえ運命線が明確に刻まれていても、太陽線がなければ成功はおぼつかない。逆に太陽線が刻まれており運命線が刻まれていない場合は、働かずとも生活できる気楽な身分といえる。
健康線
健康を表す線。この線が明確に刻まれていたとしても、健康である証拠ではない。水星線（財運線）と混合しやすい。健康線の末端が生命線を切る場合大病の暗示となる。健康線と生命線の交点を生命線の流年で推測し、その時期を察することが出来る。無い方が健康。
結婚線
結婚・恋愛を表す線。小指と感情線の中間を男ならば35歳、女ならば30歳頃として推測し、小指よりが老年、感情線寄りが若年として判断 する。ただしこの流年法から結婚の時期を計ろうとするのは難しい。あくまで結婚が早くなるか遅くなるか程度の目安とすること。また、結婚線の線の傾向を見ることで、恋愛・結婚がどういった状態になるかをおおよそ把握することが出来る。
何回結婚するかは分からない。何回結婚のチャンスがあるかが分かる。誤解が多いが、結婚を繰り返すと社会的信用・家庭崩壊・金銭的損失など様々な損失を招く。結婚は一度しか出来ないと思った方がいい。
火星線
生命力・活力を象徴する線。生命線の内側に生命線と同じように刻まれる。似た相として印象線があるが、印象線は生命線の内側5mm以内 に刻まれる線であり、火星線は5mm以上離れた部分に刻まれる線として区別できる。別名「第二生命線」ともいう。この線が刻まれている期間はねばり強く仕事に打ち込むことが出来る。その期間を生命線の流年法で推測できる。
財運線
金運・経済力を象徴する線。小指の下に縦に刻まれる線のこと。別名[水星線]ともいう。また、小指と薬指の中間に刻まれる場合もあるが、この場合も意味合い的にはほぼ同じである。
金星帯
性的魅力・性格的魅力を象徴する線。芸術的才能を持つ人も多い。
土星環
運勢を宿命的に妨害する相。中指の下の丘「土星丘」を切り取るように存在する。元々土星丘は運命線が本来向かうべき場所であり、この 部分に妨害するように刻まれることから運勢の妨害を宿命づけるものである。また、この線の持ち主には哲学者タイプの奇人や変人が多いともいう。
本来は上記の意味だが、最近は天才的能力を秘めているという見方もある。執着心が強く、それをプラスにすれば活躍する可能性がある。
反抗線
反抗的気質や正義心の持ち主に現れる相。自分の意見がはっきり言え、自分の納得の行かない事に対して抵抗する人に現れやすい。
希望線
人生の目標を持つ人に現れる相。
人気線
月丘の下部に出る、短めの2本から3本ある縦の線である。別名は「寵愛線」と呼ばれている。他人からの援助を表す相。月丘に斜めに刻まれるのが特徴。類似線として「寵愛線」があるが、これは人気線が運命線に流れ込んだ形となっている。タレントや芸能人を目指す方には必須の線と言える。人望があり、人に支えられる事で成立する職業に向く。接客業など、大勢の人と関わる仕事が良い。性格的特長を生かして表舞台に立つといい。人に良くすると運が上昇。努力は報われる。ただし有名人のように、信用を裏切る行為（スキャンダル）で急激に悪くなる。
直感線
直感力のある人・霊感が強い人・勘の鋭い人・第六感が働く人に現れる相。月丘に縦に刻まれる相。警察犬並みの嗅覚と鋭い眼力で挙動不審や浮気を言い当てる。
ギャンブルに強いのでギャンブル線の名称もある。
向上線
努力家に現れる相。生命線から発する形の 線で、発展すると運命線となる。この線は随時成長していく線。努力の時期を運命線の流年で見る説、生命線との交点を生命線の流年で見る説がある。
放縦線
病の進行状態を表す相。この相の出現の有無は健康線とは違い、本人の不摂生によるところが大きい。この線はよく変化する線で、短期間の不摂生な生活でも大きく変化することがある。
医療線
医療の世界に携わっている人に出る相。別名「メディカルライン」。また、一般人でも応急処置等の知識のある人にでるともいう。
寵愛線
他人からの強い影響により運勢が変化することを表す相。関連の強い相として「人気線」が挙げられる。人気線が運命線に流れ込んだもの。運命線と交わる点から運命線が弱くなるならば、他人から受けた影響が悪い方向に影響することを表し、運命線と交わる点から運命線が強くなるならば、他人からうけた影響が良い方向に影響することを表す。
仕事線
仕事が人生に対して強い影響を与える人に出る線。
手首線
その人の健康状態を表す相。虚弱体質・子宮後退等の状態を表す。
印象線
身近な人からの影響を表す相。生命線の内側5mm以内に刻まれる細かい線のこと。男性より主に女性に現れやすい。また、右手より左手に現れやすい傾向がある。
隠徳線
陰徳のある人に現れるという相だが、詳細は不明。
冥月線
手首付近の冥王星丘から月丘に向かう線。長男的役割をして家督と墓を継承する人に出現する。また好色で遊び好きな傾向がある。
享楽線
物事に熱中する人に現れる相。熱中しすぎて周りが見えなくなる事も。
ますかけ線
別名・猿線、百にぎり。感情線が平坦になり、知能線と生命線の起点に繋がった状態になること。知能線を有するとますかけ線ではない、という説もある。運勢の浮き沈みが激しくなり、人から見ると強情で融通の利かない人とみられがち。しかし、つかんだ運は絶対にはなさないとも言われる縁起の良い相とも言われる。ギャンブルに強かったり、危機的状況で底力を発揮。予測は大変難しい。徳川家康の左手はマスカケ線であった。なお、ますかけ線は珍しい相といわれるが、片手のみますかけ線の人はよく見かける。ただ、両手ともますかけ線の場合は珍しい。ダウン症の子供の手にもよく現れる。ワンマンで多少強引な性格である。
災害線
災害の相。災害に逢う1年程前から出現するとのこと。死相
覇王線
必ず成功や出世をすると言われる。
十字線
出る場所により、神秘十字線・太陽十字・奉仕十字線がある。神秘十字線は神秘的な世界に興味を持ち強運にも恵まれて直感力や予知能力などを持つ相。太陽十字線は芸術の分野で天才的な才能の持ち主である。
ソロモンの環（わ）
人差し指の付け根にあたる木星丘で、指の第三関節の掌線より手首側に、弧を描く線である。洞察力があり真理を得る、指導者のカリスマを持つとされる。かなり珍しい相であり、ユダヤの偉大なるソロモン王にあったと言われる。
ひきたて線
人差し指の付け根にあたる木星丘で、指と同じ方向に走る線である。目上からの引き立てを表す相とされている。
仏眼（ぶつげん）
親指の第一関節の屈伸で現れる掌線が2本の線から成り、眼の形のように両端で接し中程で離れる様態を指す。頭脳明晰の相とされる。一方で内心で葛藤を繰り広げる相、直感力に優れ、神秘的な霊感、超能力を持つとも言われる。
先祖に守られていることを示す線とも言われる。